# 凱比河
凱比河（Mayo Kébbi ）是非洲中西部的河流，屬於尼日爾河系統，自發源地乍得的菲昂加湖向北流，其後轉向西流，最終注入貝努埃河，加魯阿位於該河以西約14公里。
9°18′N 13°33′E / 9.300°N 13.550°E